# Rheocricotopus tuberculatus
Rheocricotopus tuberculatus är en tvåvingeart som beskrevs av Caldwell 1984. Rheocricotopus tuberculatus ingår i släktet Rheocricotopus och familjen fjädermyggor. Inga underarter finns listade i Catalogue of Life.